# Inmigración venezolana en Panamá
La inmigración venezolana hacia Panamá es un fenómeno reciente, que se ha hecho más notable en la década de 2010, debido principalmente a la crisis migratoria venezolana.

## Historia
Por cuestiones de negocios se han establecido empresarios, profesionales y personas de otras condiciones sociales. Según estimaciones del año 2010, había 25.000 venezolanos residiendo en Panamá aproximadamente, principalmente por el interés de iniciar un negocio o rehacer una vida. Entre los años 2010 y 2014 se entregaron unos 8.296 permisos de residencia a venezolanos, y en el 2014 fue la mayor comunidad inmigrante en Panamá. A la fecha según datos de Migración Panamá se estima un total de 77.630 ciudadanos Venezolanos en la República de Panamá.
En los últimos años, con el aval del gobierno de Ricardo Martinelli a través del programa Crisol de Razas, un número considerable de venezolanos han salido hacia Panamá por estar en contraposición a los mandatos de Hugo Chávez y Nicolás Maduro.
A principios de marzo de 2017, el gobierno de Juan Carlos Varela decidió endurecer las limitaciones para la inmigración venezolana, prohibiendo el acceso a venezolanos desde Costa Rica. El Servicio Nacional de Inmigración declaró que ciudadanos venezolanos buscaban renovar sus visas de turistas para continuar en territorio panameño.
Desde el 22 de agosto de 2017 el presidente Juan Carlos Varela, anunció en televisión nacional que a los ciudadanos venezolanos se les empezaría a solicitar visas estampadas a partir del 1 de octubre de 2017, esto debido a la crisis política, humanitaria y constitucional que vive ese país sudamericano.
Desde la implementación del programa "Plan Vuelta a la Patria" desde agosto de 2018 se ha repatriado a un venezolano desde Panamá.
Debido a la crisis que ha dejado la pandemia, muchos venezolanos han regresado a su país y se registra una baja de venezolanos viviendo en el territorio panameño a comparación de años anteriores.